# Albert Gombault
François Alexis Albert Gombault (ur. 2 października 1844 w Orleanie, zm. 23 września 1904) – francuski lekarz neurolog.

## Życiorys
Był uczniem i współpracownikiem Jeana-Martina Charcota (1825-1893), zajmował się też anatomią patologiczną w laboratorium Cornila.

## Wybrane prace
- Gombault, Charcot. Note sur les oblitérations du foie consecutive à la ligature du canal cholédoque. Archives de physiologie normale et pathologique 8, 272-299 (1876)
- Etude sur la sclérose latérale amyotrophique (1877)
- Contribution à l'étude anatomique de la névrite parenchymateuse subaiguë ou chronique. Névrite segmentaire péri-axile. Archives de neurologie 1, 11 (1880/81)